# 松崎半三郎
松崎 半三郎（まつざき はんざぶろう、1874年（明治7年）9月14日 - 1961年（昭和36年）11月4日）は、日本の商人（貿易商）、実業家。森永製菓2代目社長、森永乳業初代社長、立教学院元理事長。大日本製乳協会会長、日本菓子工業組合連合会理事長などを歴任した。森永製菓の中興の祖として活躍したほか、日本酪農講習所を創設するなど、日本における酪農の振興と乳業界の繁栄の基礎を築いた。日本停車場会長。

## 経歴
1874年（明治7年）9月14日、埼玉県榛沢郡桜沢村（現・大里郡寄居町）生まれ。松崎孝作の二男。1896年（明治29年）、立教学院（現・立教大学）卒業。横浜の某商館に入って直接輸出業の実習を積む。
1897年（明治30年）、あるいは1899年（明治32年）、南洋貿易業を開始する。南洋ジャバに於いて貿易に従う。しかし閉店の悲運に遭遇する。1901年（明治34年）、分家して一家を創立する。
再度の活躍を期して南洋に渡航し、同地の事情を観察する。1903年（明治36年）、帰朝と共に輸出仲買店を開始する。原料品売込みのため森永商店に出入りすると、たちまち森永太一郎と意気投合する。輸出入商として獅子奮迅の飛揚をしつつあったが、1905年（明治38年）、森永西洋菓子製造所（現・森永製菓）に入店、支配人となる。
1910年（明治43年）、森永商店が株式組織になると、専務取締役となる。1935年（昭和10年）、社長に就任。同社を大手製菓会社に育て上げた。
この間、森永ベルトラインなど流通システムの構築にも貢献。大日本製乳協会会長、日本菓子工業組合連合会理事長などを歴任し、立教学院の理事長も務めた。
1952年（昭和27年）、森永乳業の会長職を辞任。

## 日本酪農講習所の創設
1946年、福島県西白河郡に中堅酪農家養成を目的に日本酪農講習所を創設する。全国から、同講習所が力を入れた牛の人工授精の技術修得に講習生が集まり、1970年に閉所するまでの23年間に1,573名の修了生を輩出し、通信講習生等を含め受講生は18,000名ほどになったという。そのほかにも、東北7県での婦人部講習会の開設に加え、1961年には日本酪農講習所二本松分校を設置するなど、酪農の振興と乳業界の発展の基礎を築いた。

## 人物
森永太一郎と二人三脚で製菓事業の近代化を目指し、菓子製造の機械化に取り組んで、質の高い菓子を大量生産することに成功した。また、販売制度を確立し、先駆的な広告や独創的な販売促進策などを打ちながら事業規模を拡大。
松崎半三郎を記念して立教大学には松崎半三郎記念奨学金が1964年（昭和39年）から創設されている。
クリスチャンである。趣味は大弓、書道、読書。住所は東京神田南乗物町、麻布本村町。

## 家族・親族
松崎家
- 妻・やす（1879年 - ?、茨城、箱島忠平の五女）[10]
- 長男・一雄[11]（1901年 - 2000年）
  - 同妻・あや子（1912年 - ?、茨城、金子裕の長女）[11]
  - 同長男・昭雄（1931年 - 、元内閣総理大臣の安倍晋三の夫人である安倍昭恵の父）
- 次男・捷二（1904年 - ?、森永製菓常務）[16]
- 長女・さだ（1907年 - ?、外祖母箱島かせの養子となる）[9][10]
- 四男・四郎（1911年 - ?、台糖取締役）[16]